# Felix Franz
Felix Franz (* 6. Mai 1993 in Ludwigsburg) ist ein deutscher Leichtathlet, der sich auf den 400-Meter-Hürdenlauf spezialisiert hat.

## Berufsweg
Nach dem Abitur am Friedrich-Abel-Gymnasium Vaihingen begann er 2011 ein Studium der Verfahrenstechnik an der Universität Stuttgart. Nach Angaben seines Vereins ist er seit 2016 als Sportsoldat Teil der Sportfördergruppe der Bundeswehr, setzt seine Ausbildung aber in Form eines Fernstudiums fort.

## Sportliche Laufbahn
Franz begann im Alter von vier Jahren mit der Leichtathletik und spezialisierte sich ab 2009 auf den Hürdenlauf. 2010 siegte er bei Deutschen U18-Meisterschaften und belegte bei den Olympischen Jugendspielen in Singapur den vierten Platz. Bei den Junioreneuropameisterschaften 2011 in Tallinn wurde er Achter, bei den Juniorenweltmeisterschaften 2012 in Barcelona Fünfter.
Ende Mai 2014 unterbot Franz beim Ludwig Jall Sportfest in München mit 49,96 Sekunden erstmals die 50-Sekunden-Marke und erfüllte damit gleichzeitig die Qualifikationsnorm für die Europameisterschaften in Zürich. Bei den Deutschen Meisterschaften in Ulm steigerte er seine persönliche Bestleistung auf 49,34 Sekunden und sicherte sich seinen ersten Titel in der Aktivenklasse vor dem eigentlichen Favoriten Varg Königsmark. Bei den Europameisterschaften qualifizierte er sich mit einer neuen Bestleistung von 48,96 Sekunden im Halbfinale für den Endlauf. Dort belegte er in 49,83 Sekunden den fünften Rang.
2017 wurde Franz im nordfranzösischen Lille Team-Europameister, beim 400-Meter-Hürdenlauf belegte er den 7. Platz.

## Vereinszugehörigkeiten
Franz startet für die LG Neckar-Enz und wird von Thomas Riegraf und Landestrainer Marlon Odom trainiert.

## Ehrungen
- Zum „Sportler des Jahres“ 2017 der Stadt Bietigheim-Bissingen ausgezeichnet.[7]